# An Indian Vestal
An Indian Vestal est un film muet américain réalisé par Hobart Bosworth et sorti en 1911.

## Fiche technique
- Réalisation : Hobart Bosworth
- Scénario : Hobart Bosworth
- Production : William Selig
- Date de sortie : États-Unis : 9 octobre 1911

## Distribution
- Hobart Bosworth
- Viola Barry
- Major J.A. McGuire
- Donald MacDonald
- J. Barney Sherry
- Bessie Eyton
- Roy Watson